# ジョン・ケイシー (数学者)
ジョン・ケイシー （英: John Casey、1820年5月12日 – 1891年1月3日
）は、アイルランドの幾何学者。Caseyはケーシー、ケージー、ケイジーとも。主にケイシーの定理の功績で知られる。また、ユークリッド幾何学に斬新な証明と観点を与えて貢献した。ケイシーとエミール・ルモワーヌは円と三角形の近世幾何学の共同創設者とされる。

## 経歴
リムリック県のキルベエニーで生まれ、地元のミッチェルタウンで教育を受けた。国家教育委員会に属する教師になって、キルケニーの中央モデルスクールの校長に就任した。その後の1858年、ダブリン大学のトリニティ・カレッジに入学し、1861年に奨学生 に選出された。1862年、B.A.を取得して卒業した。1862年から1873年の間はキングストン・スクール（Kingston School）で数学の修士の道に進んだ。1873-1881年は新設されたアリルランド・カトリック大学の高等数学と数物理学の教授を、1881-1891年の間は後続校のダブリン大学ユニバーシティ・カレッジ数学講師を務めた。

## 受賞
1869年、ダブリン大学はケイシーに法学の博士の名誉学位を授与した。1875年6月には王立協会フェローに選出された。 1880年王立アイルランド学会の議会員になった。1878年、アカデミーはケイシーにカニングハム金メダルを授与した。ケイシーの功績はノルウェー政府などにも認知された。1884年、フランス数学会メンバーに選ばれ、1885年王立アイルランド大学より、法学の博士の名誉学位を与えられた。

## 主な作品
- 1880: On Cubic Transformations
- 1881: On Cyclides and Sphero-quartics, Internet Archive
- 1882: The First Six Books of the Elements of Euclid,  Project Gutenberg
- 1885: A Treatise on the Analytic Geometry of the Point, Line, Circle and Conic Sections, Second edition, 1893,  Internet Archive
- 1886 A Sequel to the First Six Books of Euclid, 4th edition,  Internet Archive
- 1886: A Treatise on Elementary Trigonometry (Dublin, 1886)
- 1888: A Treatise on Plane Trigonometry containing an account of the Hyperbolic Functions
- 1889: A Treatise on Spherical Geometry, Internet Archive

### 邦訳書籍
- 長沢亀之助 訳『平面三角法』攻玉社、1888年。NDLJP:828896。
- 田中矢徳 訳『初等平面三角術』尚成堂、1892年。NDLJP:828723。
- 佐之井愿甫 訳『初等平面三角法』中近堂、1893年。NDLJP:828726。
- 熊沢鏡之介 訳『初等平面三角法』金港堂、1893年。NDLJP:828728。
- 上野清 訳『けじー氏初等平面三角法講義録並例題解』開新堂、1893年。NDLJP:828614。
- 原浜吉 訳『ケジー氏平面新三角法』積善館、1896年。NDLJP:828617。
- 奥平浪太郎、大脇瑛之助 訳『初等平面三角法』金刺芳流堂、1897年。NDLJP:901930。
- 山下安太郎、高橋三蔵 訳『幾何学続編』有朋堂、1909年。NDLJP:828521。